# Equus zebra zebra
La zebra del Capo (Equus zebra zebra Linnaeus, 1758) è una sottospecie di zebra di montagna diffusa nelle Province sudafricane del Capo Occidentale e del Capo Orientale. Si nutre soprattutto di erbe, ma se il cibo scarseggia mangia anche arbusti. Alcuni hanno preso in esame l'ipotesi di considerarla una specie separata dalla zebra di Hartmann, ma tale supposizione non è stata supportata da prove genetiche (vedi Tassonomia della zebra di montagna). Di conseguenza, il celebre Mammal Species of the World la considera solo una «semplice» sottospecie.

## Descrizione
La zebra del Capo possiede larghe strisce nere molto vicine tra loro che spiccano su uno sfondo bianco candido. È di costituzione più tozza della zebra di Hartmann ed ha inoltre orecchie più lunghe e giogaia più sviluppata.

## Biologia
Le zebre di montagna si riuniscono in piccoli gruppi. Questi ultimi si possono suddividere in due tipi, detti gruppi familiari e gruppi di scapoli. Un gruppo familiare comprende uno stallone adulto, da una a cinque giumente (solitamente due o tre) e i loro puledri. Gli stalloni che non sono in grado di riunire delle giumente intorno a sé si riuniscono tra loro formando gruppi di scapoli. I membri di un gruppo di scapoli generalmente rimangono insieme per molti anni. Uno stallone del Parco Nazionale della Zebra di Montagna, nato nel 1959, divenne capo del suo gruppo nel 1965 e rimase in compagnia delle stesse giumente per i quindici anni successivi  .

## Conservazione
In passato la zebra del Capo viveva su tutte le catene montuose della Provincia del Capo meridionale, in Sudafrica. Nel 1922, tuttavia, ne rimanevano solo 400 esemplari  . Per contrastare il continuo declino, nel 1937 venne istituito il Parco Nazionale della Zebra di Montagna  in una zona arbustiva ricca di acacie nei pressi di Cradock (Sudafrica), ma la piccola popolazione che vi risiedeva scomparve completamente nel 1950. A partire dallo stesso anno, però, iniziò una serie di ripopolamenti da aree vicine.
Nel 1950 una fattoria nei pressi del Parco donò undici esemplari, ai quali si aggiunse nel 1964 un'altra piccola mandria. Alla fine degli anni '60 la popolazione totale di zebre del Capo era di soli 140 capi, saliti però a 200 nel 1979, il 75% dei quali ospitati nel Parco Nazionale della Zebra di Montagna. Nel 1984 la popolazione era di circa 400 capi. Da allora alcune zebre sono state introdotte nella Sezione Cape Point del Parco nazionale di Table Mountain.